# جورج ميليغان (سياسي)
جورج ميليغان (بالإنجليزية: George Milligan)‏ هو سياسي أمريكي، ولد في 23 فبراير 1934 في دي موين في الولايات المتحدة. حزبياً، نشط في الحزب الجمهوري. وقد انتخب عضو مجلس ولاية آيوا.